# Bob l'aviateur
Bob l'aviateur, de son titre original Scorchy Smith, était un comic strip d'aventure créé par John Terry et diffusé de 1930 à 1961. Le strip racontait les aventures de Scorchy Smith, un pilote d'avion qui était amené à combattre, aux États-Unis, des criminels et à sauver des jeunes femmes. Plus tard il parcourut le monde pour combattre des espions et des menaces étrangères.

## Historique

### Terry et Sickles
La traversée de l'Atlantique par Charles Lindbergh en 1927 attira les regards vers le monde de l'aviation et de nombreux comic strips d'aventures liées à l'aviation parurent dans ces années-là. Parmi ceux-ci Scorchy Smith est créé par John Terry et commence à paraître en 1930. Il est diffusé par AP Newsfeatures. En 1933 Terry est atteint par la tuberculose (il en meurt l'année d'après) et le strip est confié à Noel Sickles. Sous la plume de Sickles Scorchy Smith est de plus en plus populaire et il devient le strip le plus diffusé par AP. En 1936, Noel Sickles, s'estimant lésé par AP Newsfeatures, abandonne le strip pour devenir illustrateur de  magazines.

### De Sickles à Christman
Sickles est remplacé par Bert Christman à partir du 3 novembre 1936. Christman, qui a déjà créé Sandman pour DC Comics abandonne le strip en 1941 pour combattre dans le Pacifique. Après lui le strip passe de mains en mains : Robert Farrell puis Frank Robbins qui commence à signer la série le 22 mai 1939. En 1944, Robbins est engagé par King Features Syndicate, où il crée Johnny Hazard, un autre pilote aventurier. Après Robbins on trouve les noms de Ed Good en 1945, Rodlow Willard de 1946 à 1954, George Tuska de 1954 à 1959 et Milt Morris de 1959 à 1961, date à laquelle le strip est arrêté.

## Éditions françaises
- Noel Sickles, Scorchy Smith et le génie de Noel Sickles, t. 1, Éditions Barbier, mars 2024, 272 p. (ISBN 978-2494377103)

## Sources
- Patrick Gaumer, « Scortchy Smith », dans Dictionnaire mondial de la BD, Paris, Larousse, 2010 (ISBN 9782035843319), p. 761.
- Dave Strickler. Syndicated Comic Strips and Artists, 1924-1995: The Complete Index. Cambria, California: Comics Access, 1995.  (ISBN 0-9700077-0-1).